# Amirauté (justice)
Pour les articles homonymes, voir Amirauté.
L'Amirauté était une juridiction civile et criminelle de l'Ancien Régime.

## Historique
Son siège était situé à Paris auprès de la Table de marbre du Palais de justice : elle s'occupait du commerce maritime en appel, le parlement jugeait sans possibilité de recours les affaires criminelles. L'amirauté disposait de grands sièges auprès des principaux parlements de province et des sièges particuliers dans les différents ports de France.
À la fin du XVIe siècle, le royaume de France est divisé en cinq amirautés : l'amirauté de France, qui a autorité sur les côtes de Picardie, de Normandie ; les amirautés de Bretagne, de Guyenne, de Languedoc et de Provence, indépendantes de l'amirauté de France.
En avril 1554, le roi Henri II créa des sièges d'amirauté. Pour la Normandie, qui relevait de l'amirauté de France, on compte : Rouen, Honfleur, Touques, Caudebec, Harfleur, Le Havre, Fécamp, Saint-Valéry, Veulles-les-Roses, Dieppe, Caen, Port-en-Bessin, Ancelles (près de Bayeux), Carentan, La Hogue, Coutances, port-Bail, Cherbourg, Genets et Grandcamp.
L'Amirauté de France ainsi que les tribunaux se rattachant à elle furent supprimés par le décret de l'Assemblée constituante voté le 6 novembre 1790.